# Fîrlădeni, Hîncești
Fîrlădeni este un sat din raionul Hîncești, Republica Moldova.

## Demografie

### Structura etnică
Structura etnică a localității conform recensământului populației din 2004:
| Grup etnic                                               | Populație | % Procentaj  |
| -------------------------------------------------------- | --------- | ------------ |
| Băștinași declarați Moldoveni Băștinași declarați Români | 1003 2    | 99,31% 0,20% |
| Ruși                                                     | 2         | 0,20%        |
| Ucraineni                                                | 1         | 0,10%        |
| Alții                                                    | 2         | 0,20%        |
| Total                                                    | 1010      |              |

## Administrație și politică
Componența Consiliului local Fîrlădeni (9 consilieri), ales la 5 noiembrie 2023, este următoarea:
|  | Partid                                        | Consilieri | Componență | Componență | Componență | Componență | Componență | Componență |
|  | --------------------------------------------- | ---------- | ---------- | ---------- | ---------- | ---------- | ---------- | ---------- |
|  | Partidul Dezvoltării și Consolidării Moldovei | 6          |            |            |            |            |            |            |
|  | Partidul Acțiune și Solidaritate              | 2          |            |            |            |            |            |            |
|  | Partidul Schimbării                           | 1          |            |            |            |            |            |            |